# Rodrigo Riquelme
Rodrigo Riquelme Reche (Madrid, 2 april 2000) is een Spaans voetballer die doorgaans speelt als vleugelspeler. In juli 2025 verruilde hij Atlético Madrid voor Real Betis. Riquelme maakte in 2023 zijn debuut in het Spaans voetbalelftal.

## Clubcarrière
Riquelme speelde in de jeugd van Real Zaragoza en Rayo Vallecano, voordat hij in opgenomen werd in de opleiding van Atlético Madrid. In het seizoen 2018/19 maakte hij bij deze club zijn eerste speelminuten in het tweede elftal. Zijn debuut in het eerste elftal volgde op 1 september 2019, toen in de Primera División gespeeld werd tegen Eibar. Na tegendoelpunten van Charles en Anaitz Arbilla zorgden João Félix, Vitolo en Thomas Partey alsnog voor een zege voor Atlético: 3–2. Riquelme moest van coach Diego Simeone als reserve aan de wedstrijd beginnen en mocht twaalf minuten voor het einde van de reguliere speeltijd invallen voor Thomas Lemar. Later dat seizoen speelde hij ook nog een duel mee in de Copa del Rey.
In oktober 2020 nam Bournemouth, uitkomend in het Championship, de Spanjaard op huurbasis over. Hier maakte hij binnen een maand zijn eerste doelpunt als profvoetballer; op 31 oktober zorgde hij op aangeven van Diego Rico voor de beslissende gelijkmaker tegen Derby County nadat Graeme Shinnie namens die club de score had geopend: 1–1. Voor Bournemouth kwam hij uit in negentien officiële wedstrijden. Na zijn terugkeer werd Riquelme opnieuw verhuurd, nu aan het in de Segunda División uitkomende Mirandés. Hier was hij grotendeels basisspeler en hij eindigde het seizoen op zeven competitiegoals, waarna hij het een niveau hoger mocht proberen. Girona huurde de vleugelspeler namelijk voorafgaand aan het seizoen 2022/23, nadat hij zijn contract bij Atlético had opengebroken en verlengd tot medio 2028.
In vierendertig van de achtendertig wedstrijden in de Primera División kwam Riquelme in actie en hij maakte hierin vier doelpunten. In het voorseizoen van de jaargang 2023/24 sprak hij uit bij Atlético te willen blijven. Zijn eerste treffer voor Atlético viel te noteren op 28 september 2023, op bezoek bij Osasuna. Antoine Griezmann had de score geopend in de eerste helft, waarna Riquelme, die ingevallen was voor Marcos Llorente op aangeven van Samuel Lino voor de 0–2 tekende.
Tijdens het seizoen 2024/25 kwam Riquelme minder aan spelen toe dan het jaar ervoor en hierop mocht hij vertrekken in de zomer van 2025. Real Betis nam hem over voor een bedrag van circa acht miljoen euro en bij zijn nieuwe club zette hij zijn handtekening onder een verbintenis voor de duur van vijf seizoenen.

## Clubstatistieken
| Seizoen | Club            | Competitie       | Competitie | Competitie | Beker | Beker | Internationaal | Internationaal | Totaal | Totaal |
| Seizoen | Club            | Competitie       | Wed.       | Dlp.       | Wed.  | Dlp.  | Wed.           | Dlp.           | Wed.   | Dlp.   |
| ------- | --------------- | ---------------- | ---------- | ---------- | ----- | ----- | -------------- | -------------- | ------ | ------ |
| 2019/20 | Atlético Madrid | Primera División | 1          | 0          | 1     | 0     | 0              | 0              | 2      | 0      |
| 2020/21 | → Bournemouth   | Championship     | 16         | 1          | 3     | 1     | —              | —              | 19     | 2      |
| 2021/22 | → Mirandés      | Segunda División | 36         | 7          | 3     | 1     | —              | —              | 39     | 8      |
| 2022/23 | → Girona        | Primera División | 34         | 4          | 1     | 1     | —              | —              | 35     | 5      |
| 2023/24 | Atlético Madrid | Primera División | 34         | 3          | 5     | 1     | 8              | 0              | 47     | 4      |
| 2024/25 | Atlético Madrid | Primera División | 16         | 0          | 5     | 1     | 5              | 0              | 26     | 1      |
| 2025/26 | Real Betis      | Primera División | 0          | 0          | 0     | 0     | 0              | 0              | 0      | 0      |
| Totaal  | Totaal          | Totaal           | 137        | 15         | 18    | 5     | 13             | 0              | 168    | 20     |

Bijgewerkt op 8 juli 2025.

## Interlandcarrière
Riquelme maakte zijn debuut in het Spaans voetbalelftal op 16 november 2023, toen een kwalificatiewedstrijd voor het EK 2024 gespeeld werd tegen Cyprus. Lamine Yamal, Mikel Oyarzabal en Joselu scoorden voor Spanje, waarna Kostas Pileas de uitslag bepaalde op 1–3. Riquelme moest van bondscoach Luis de la Fuente op reservebank beginnen en hij mocht in de veertigste minuut invallen voor Oyarzabal. De andere Spaanse debutanten dit duel waren Alejandro Grimaldo (Bayer Leverkusen) en Aleix García (Girona).
| Interlands van Rodrigo Riquelme voor Spanje | Interlands van Rodrigo Riquelme voor Spanje | Interlands van Rodrigo Riquelme voor Spanje | Interlands van Rodrigo Riquelme voor Spanje | Interlands van Rodrigo Riquelme voor Spanje | Interlands van Rodrigo Riquelme voor Spanje | Interlands van Rodrigo Riquelme voor Spanje |
| №                                           | Datum                                       | Wedstrijd                                   | Uitslag                                     | Competitie                                  | Goals                                       |                                             |
| Als speler bij Atlético Madrid              | Als speler bij Atlético Madrid              | Als speler bij Atlético Madrid              | Als speler bij Atlético Madrid              | Als speler bij Atlético Madrid              | Als speler bij Atlético Madrid              | Als speler bij Atlético Madrid              |
| ------------------------------------------- | ------------------------------------------- | ------------------------------------------- | ------------------------------------------- | ------------------------------------------- | ------------------------------------------- | ------------------------------------------- |
| 1                                           | 16 november 2023                            | Cyprus – Spanje                             | 1 – 3                                       | EK 2024 kwalificatie                        |                                             |                                             |
| 2                                           | 19 november 2023                            | Spanje – Georgië                            | 3 – 1                                       | EK 2024 kwalificatie                        |                                             |                                             |

Bijgewerkt op 8 juli 2025.